# Magnus Härenstam
Johan Herbert Magnus Härenstam (født 19. juni 1941 i Västervik, død 13. juni 2015 i Stockholm) var en svensk skuespiller, komiker og tv-vært, som var kendt fra blandt andet børneprogrammet Fem myror är fler än fyra elefanter og TV4's udgave af Jeopardy! 1991−2005.

## Biografi

### Baggrund og familie
Magnus Härenstam var søn af lektor Curt Härenstam og adjunkt Elsa Malmberg, nevø til civilingeniøren Filip Härenstam og barnebarn af erhvervslederen Alfred Härenstam. Han voksede op i Tomelilla og Stockholm, blev student i 1960 og studerede efterfølgende på Stockholms Universitet fra 1962 til 1970. Efter studiet fik han sin første ansættelse på et medie, nemlig som forskningsassistent ved Sveriges Radios afdeling for public- og programforskning, hvor han arbejdede et år inden han blev underholder.
I sine studentår mødte Härenstam Brasse Brännström og Lasse Hallström. Hallström var aktiv ved Sveriges Television og hyrede Magnus og Brasse til forskellige tv-sketches. Trioens første tv-serie hed Oj, är det redan fredag, og var fra 1970. Den blev efterfulgt af krimikomedieserien Pappas pojkar med Carl-Gustaf Lindstedt.
Härenstam var gift to gange, første gang fra 1972 med Anita Bendel Härenstam (1942−2003), datter af ingeniør Torsten Bendel og Margit Svennbeck. Efter at have været enke var han fra 2010 til sin død gift med Nationalmuseums markedsføringschef Birgitta Ryott Härenstam (født 1946).
Magnus Härenstam døde lørdag den 13. juni 2015 i sit hjem i Östermalm ved Stockholm af kræft.

### Gennembrud
Sammen med Brasse Brännström og Eva Remaeus medvirkede Härenstam i det pædagogiske børneprogram Fem myror är fler än fyra elefanter, som første gang blev sendt i 1973.
Samarbejdet med Brännström pågik intensivt i 17 år, både på scenen og i tv. Deres første fælles kroshow Magnus och Brasse - levande på Nya Bacchi havde premiere i 1974 og indeholdt blandt andet Härenstams klassiske monolog Verkmästarn i magen. Siden fulgte shows såsom Varning för barn og Det är serverat.
I 1980'erne var Härenstam teaterdirektør for Maximteatern sammen med Brännström, Lill Lindfors og Aller Johansson. På Maxim spillede han i musicalen Sugar og kriminalfarcen Arsenik och gamla spetsar. I slutningen af 1980'erne turnerede han med sit enmandsshow Föredraget, og var vært på konkurrenceprogrammet Lagt kort ligger i tv. Han var også vært på tv-showet Bombardemagnus, en underholdningsserie i 8 afsnit som blev sendt på SVT i foråret 1985.
Härenstam var mellem 1971 og 2006 flere gange vært på radioprogrammet Sommer.

### Musikvideo
I den svenske popgruppe ABBA's musikvideo, instrueret af Leonard Eek i 1976, til sangen When I Kissed the Teacher, spiller Härenstam læreren som bliver kysset.

### Film og tv
På film medvirkede Härenstam i Bo Widerbergs Fimpen fra 1974, Hällströms En kille och en tjej (1975) og efterfølgeren Jag är med barn (1979). Han spillede hovedrollen i Tuppen (1981), og medvirkede samme år i Tage Danielssons film Sopor. Nævnes bør ligeledes birollerne i Göta kanal og den første Sällskapsresan. Senere medvirkede Härenstam i film som Vuxna människor (1999) og Hälsoresan – En smal film av stor vikt fra samme år.
I 1990 spillede Härenstam direktør i den svensk-norske komedieserie Fredrikssons fabrikk af Bo Hermansson, og mellem 1991 og 2005 var Härenstam tv-vært på quizprogrammet Jeopardy! på TV4. Han nåede i alt at lave mere end 2.000 programmer, men havde ikke nogen roller på teater i disse år.

### Comeback
Härenstam gjorde et scenecomeback i Lasse Berghagens revy på Chinateatern i 2003. Her blev han genforenet med sin gamle partner Brasse Brännström i Neil Simons komedie Muntergökarna, som kom på Chinateatern i 2005.
I 2006 var Härenstam en af værterne på Sommer på Sveriges Radio P1. Samme år vandt han den svenske tv-pris Kristallens hæderspris 2006.
I slutningen af 2007 deltog Härenstam i SVT-programmet Stjärnorna på slottet, og i 2009 i Vem tror du att du är?. Da der i hans slægt fremkom rygter om, at han skulle være beslægtet med slægten von Porat undersøgte han i Vem tror du att du är? ved hjælp af en DNA-test, om det var tilfældet. Resultatet var dog, at han ikke var beslægtet med von Porat. Blandt Härenstams forfædre findes dog kunstneren Sven Nilsson Morin som har lavet inventar til flere kirker, blandt andet Kävsjö og Mårdaklevs kyrka.
I år 2013 blev Härenstam sammen med Brännström tildelt prisen Lisebergsapplåden ved en ceremoni samme dag som Liseberg åbnede sommersæsonen, 27. april 2013.
I 2015 udgav Härenstam selvbiografien Morsning & goodbye sammen med Petter Karlsson. Det sidste år af sit liv turnerede Härenstam ligeledes med monologen "Morsning & goodbye".

## Filmografi

### Film
- Skratt (tv-film, 1968)
- Fimpen (1974)
- En kille och en tjej (1975)
- Kamrer Gunnarsson i skärgården (tv-film, 1976)
- Picassos äventyr (1978)
- Jag är med barn (1979)
- Sällskapsresan (1980)
- Göta kanal (1981)
- Tuppen (1981)
- Sopor (1981)
- Två killar och en tjej (1983, rolle og manuskript)
- Jokerfejs (1984, rolle og manuskript)
- Macken – Roy’s & Roger’s Bilservice (1990)
- Fredrikssons fabrik - The movie (1994)
- Bert – den siste oskulden (1995)
- Vuxna människor (1999)
- Tarzan (1999, svensk stemme som Tantor)
- Hälsoresan – En smal film av stor vikt (1999)
- De Utrolige (2004, svensk stemme som Gilbert Huph)
- Sigillet (2006)
- Biler (2006, svensk stemme)
- Göta kanal 2 – kanalkampen (2006)
- Göta kanal 3 – Kanalkungens hemlighet (2009)
- Op (2009, svensk stemme)
- Bamse och Tjuvstaden (2014, stemme som Reinard Räv)

### Tv
- Oj, är det redan fredag? (1970)
- Fem myror är fler än fyra elefanter (1973)
- Pappas pojkar (1973)
- Skyll inte på mig! (1978)
- Magnus och Brasse Show (1980)
- Svenska Sesam (1981)
- Hemma hoz (1985)
- Bombardemagnus (1985)
- Lagt kort ligger (1987−1990)
- Fredrikssons fabrik (1990−1993)
- Jeopardy! (1991−2005)
- Lite som du (2005)
- Stjärnorna på slottet (2007)
- Vem tror du att du är? (2008)
- Sam tar över (2012)
- Torpederna (2014)

### Teater og musik
- Levande på Nya Bacchi (1974)
- When I Kissed the Teacher (1976)
- Varning för barn (1976)
- Det är serverat (1978)
- Muntergökarna (2005)
- The Producers - Det våras för Hitler (2008)